# ジョン・ポパム (1637年没)
ジョン・ポパム（英語: John Popham、1603年 - 1637年12月23日）は、イングランド王国の政治家。1628年に庶民院議員に当選した。

## 生涯
サー・フランシス・ポパム（1644年没）と妻アン（Anne、ジョン・ダドリーの娘）の長男として、1603年に生まれた。1622年にケンブリッジ大学よりM.A.の学位を授与された。
1621年6月21日、メアリー・ハーヴィー（Mary Harvey、ロンドン市長サー・セバスチャン・ハーヴィーの娘）と結婚したが、2人の間に子供はいなかった。セバスチャン・ハーヴィーは2人の結婚直前に死去しており、ポパム夫婦は以降10年ほどセバスチャンの遺産継承をめぐってセバスチャンの未亡人とその再婚相手サー・トマス・ヒントンとの裁判を繰り広げ、1631年に遺産継承を勝ち取った。その間はバース近郊にある父の邸宅に住み、1628年3月にはバース選挙区で庶民院議員に当選した。ただし、議会活動はほとんどなかった。
1631年にチャールズ1世のGentleman of the Privy Chamber Extraordinaryに任命されたほか、1633年から1637年に死去するまでウィルトシャーの治安判事を務めた。
1637年12月23日にコヴェント・ガーデンで死去した。遺言状を残しておらず、弟アレクサンダーが遺産を継承した。